# 清江浦

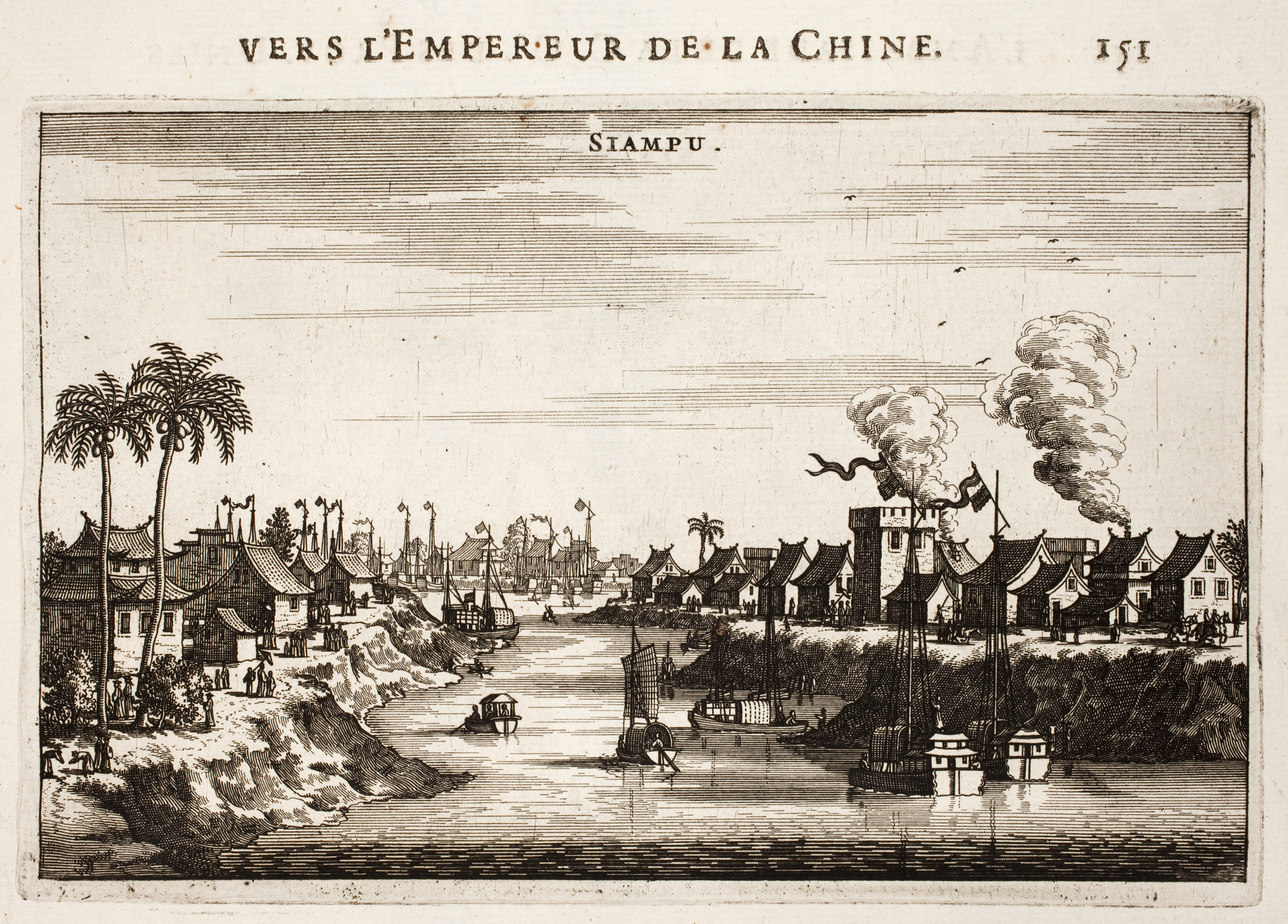
1665年，约翰·纽霍夫描绘的清江浦。

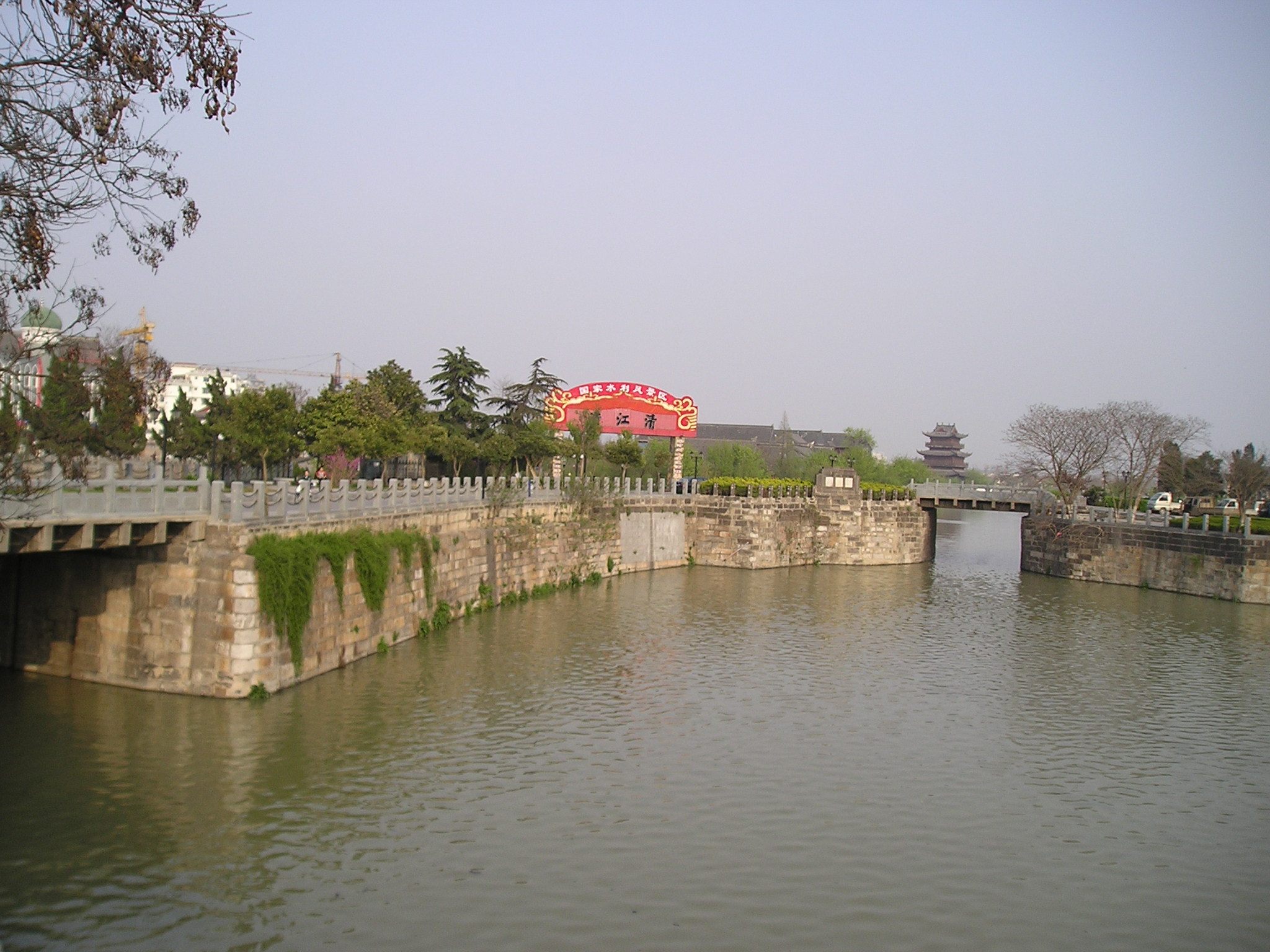
清江浦大闸口

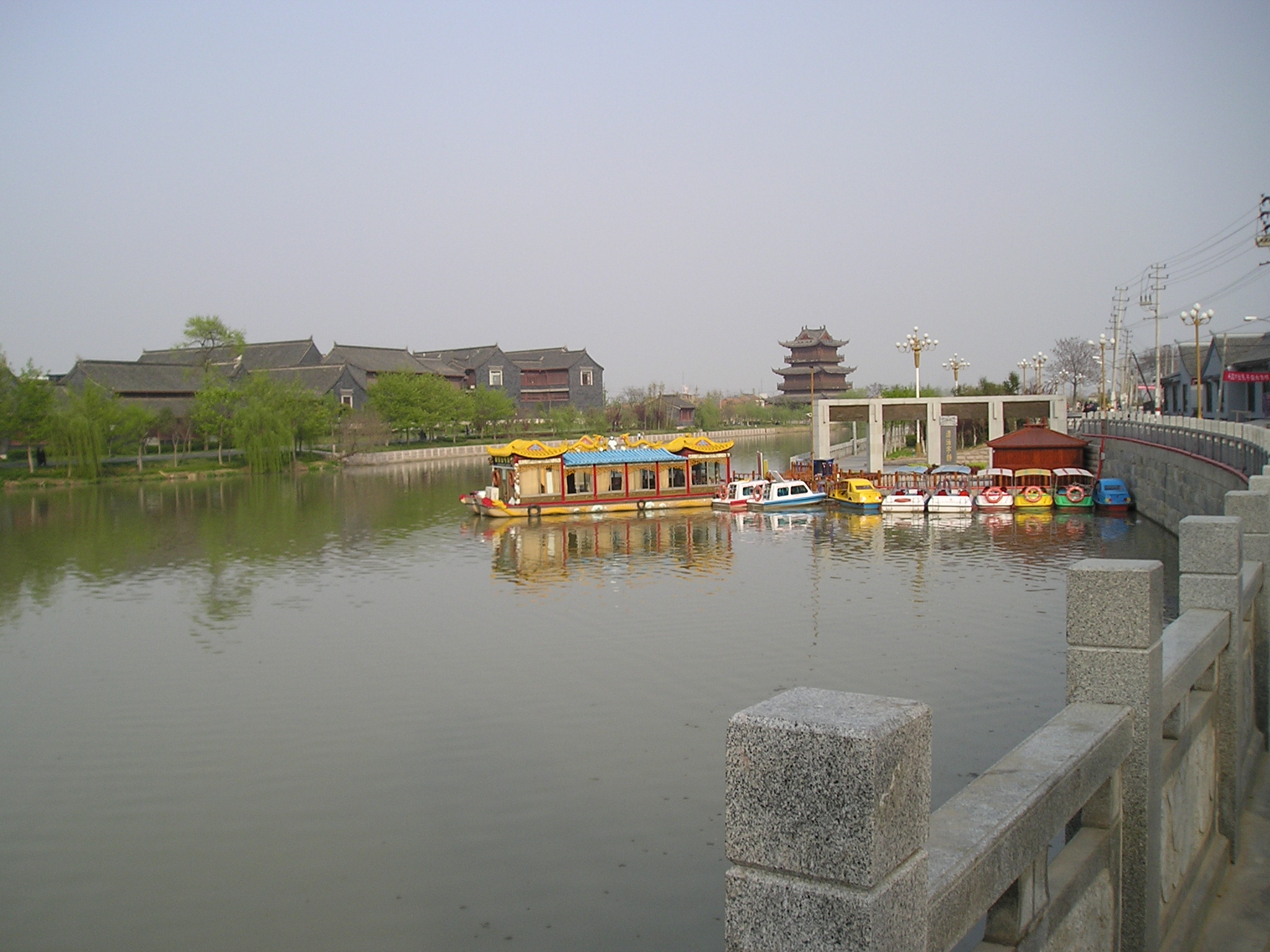
清江浦中洲

清江浦是今中国江苏省淮安市主城区（清江浦区）的历史名称，在明、清时期是京杭大运河沿线享有盛誉的繁荣的交通枢纽和商业城市。设有属于户部管理的皇家仓库和属于工部管理的4大漕船厂，驻扎有南河总督等许多重要官员。由于北方运河水量不足，清朝规定清江浦以北的运河只允许漕运船只通过，因此大量旅客都必须在此进行“南船北马”的交通方式的变更。
清江浦本是运河名，位于淮安府山阳县境内。公元486年，春秋时期的吴国，开凿了连接长江、淮水的邗沟。隋炀帝时开挖通济渠，以“上达黄河，下通于淮”；南线则疏竣邗沟，使黄河与江、淮通连。宋转运使乔维岳为了漕运的方便，开辟从末口到泗口的沙河，“以避淮水山阳湾之险”。明永乐八年（1410年），漕督平江伯陈瑄走访当地群众，寻沙河故道，并加以疏渡，易其名为清江浦。自此，清江浦与古邗沟相通，合称里运河。
陈瑄重浚清江浦时，还就河筑堤，建筑了新庄、福兴、清江、移风4道闸。后来新庄闸以下日就淤塞，不通舟，于是在清江闸下游筑坝，称仁义坝（今水渡口）。北上漕船都要从这里起旱，经石码头，“盘驳以入黄河”，过河再从王家营（今淮阴区王营镇）启程登通京大道。近浦之地渐渐兴起为镇，称“清江浦镇”。随着工商百业的兴旺发达，“市井益稠，两岸居民达数万户”，地位愈益重要。
清江浦镇在行政上原来属于淮安府山阳县（今淮安市淮安区），1761年由于清河县县城（今淮安市淮阴区码头镇旧县村）毁于洪水，于是将清江浦一带由山阳县划归清河县，作为清河县的新县治。原有名称清江浦因知名度甚高，仍被习称多年。
1853年太平天国占领南京，致使漕运被阻；1855年黄河大改道，使运河山东段淤塞。1860年清江浦20华里长的街市被前来抢粮的捻军彻底焚毁。1865年建造城墙，规模收缩，仅将中心区官衙附近修在城内。1872年，轮船招商局在上海成立，从此漕运和南北客运大多数改走海路；1912年津浦铁路通车。清江浦失去交通上的优势，迅速衰败下去，仅成为附近十余县范围普通的商品集散地。
1914年，为避免同名，清河县改名为淮阴县。1951年，又划出城区设立清江市，作为淮阴地区公署所在地。1983年，淮阴地区改设地级市，清江市则改设清浦区和清河区。2000年底，地级淮阴市更名为淮安市，辖清河区、清浦区、淮安区（原县级淮安市改设）和淮阴区（原淮阴县改设）。2016年，清河区與清浦区合併設清江浦區。